# Гребля Драа-Дісс
Гребля Драа-Дісс – гідротехнічна споруда на півночі Алжиру.
Греблю спорудили в середині 2010-х в межах великого проекту, який мав забезпечити перекидання води в межах гірської системи Тель-Атлас – з уеду Джен-Джен, що належить до басейну Середземного моря, до розташованої південніше безстічної області в районі міста Ель-Еульма.
В межах проекту долину уеду Меджез (Medjez) за десяток кілометрів на північний схід від Ель-Еульми перекрили кам’яно-накидною греблею із глиняним ядром висотою 76 метрів, довжиною 956 метрів та шириною по підошві 240 метрів. Зведення цієї споруди потребувало 3,5 млн м3 матеріалу.
Гребля утримує водосховище з об’ємом 137 млн м3, що відповідає позначці 1138 метрів над рівнем моря. Цю водойму можливо спрацьовувати до рівня у 1084 метрів НРМ, де залишковий об’єм становить лише 0,3 млн м3.
Окрім збору власного стоку уеду Меджез, до його сточища вище від греблі за проектом мають перекидати до 40 млн м3 води на рік з водосховища греблі Табеллут. Для цього призначений тунель довжиною не менш ніж 14 км з діаметром 4,3 метра, який переходить у водовід довжиною 42 км з діаметром труб 1000 мм та 800 мм. На трасі передбачили 5 насосних станцій, що забезпечують потік у 7,2 м3/с.